# Patente di guida per mezzi della Croce Rossa Italiana
La patente di guida per mezzi della Croce Rossa Italiana è una speciale patente di guida di servizio, che è rilasciata dalla Croce Rossa Italiana al proprio personale volontario e dipendente per la guida dei mezzi dell'Associazione.
Tale patente (e i relativi punti) sono completamente distinti da quelli della patente civile del guidatore. La Patente di Servizio della Croce Rossa Italiana abilita la conduzione dei soli veicoli con targa CRI. 

## Requisiti
Bisogna anzitutto essere soci,
volontari o dipendenti e venire riconosciuti idonei alla conduzione dei veicoli C.R.I., è rilasciata una patente di servizio, valida esclusivamente per la guida di veicoli nella disponibilità dell'Associazione. In caso di impossibilità temporanea alla emissione della patente di guida C.R.I., potrà essere rilasciato un documento provvisorio equivalente che avrà una validità massima di 90 giorni dalla data del rilascio.
La patente di servizio C.R.I. può essere rilasciata esclusivamente al personale dipendente dell'Associazione, ai Soci attivi previsti dallo Statuto C.R.I., nonché ai collaboratori professionali con rapporto di convenzione a termine, limitatamente alla durata del rapporto stesso. Per comprovate esigenze locali, il Presidente Provinciale C.R.I. può autorizzare il rilascio della patente di servizio C.R.I., limitatamente alle abilitazioni di tipo 1, 2 e 3 ai soci C.R.I. che, al momento della richiesta, svolgono servizi in modo occasionale per l'Associazione in una delle componenti sopraindicate.

## Abilitazione
La patente di servizio prevede i seguenti tipi di abilitazioni che consentono di condurre i veicoli C.R.I. di seguito indicati:
| Tipo abilitazione | Veicolo C.R.I. che consente di condurre | Categoria civile equivalente |
| ----------------- | --- | ---------------------------- |
| Tipo 1            | Ciclomotori di servizio ovvero veicoli ad essi assimilabili | AM                           |
| Tipo 2            | Motoveicoli da trasporto e veicoli speciali da trasporto assimilabili | A                            |
| Tipo 3            | Autovetture di serie ed operative, minibus leggeri, autocarri operativi leggeri. A questi veicoli possono essere agganciati rimorchi, anche ad uso speciale, operativo o da trasporto aventi massa autorizzata inferiore a 2 t.                                   | B                            |
| Tipo 4            | Ambulanze da trasporto, veicoli speciali operativi assimilabili. A questi veicoli possono essere agganciati rimorchi, anche ad uso speciale, operativi o da trasporto aventi massa autorizzata inferiore a 2 t.                                                   | B                            |
|                   | |                              |
| Tipo 5            | Ambulanze di soccorso, automediche, autoambulanze neonatali, unità mobili di cura intensiva, veicoli per il trasporto di plasma od organi e veicoli speciali ad essi assimilabili.                                                                                | B+ex KE                      |
| Tipo 5 b          | Moto-mediche | A+ex KE                      |
| Tipo 6            | Autocarri operativi medi e pesanti, trattori stradali operativi, carri attrezzi e veicoli speciali ad essi assimilabili. Ai veicoli possono essere agganciati rimorchi, anche ad uso speciale, operativi o da trasporto aventi massa autorizzata inferiore a 2 t. | C                            |
| Tipo 7            | Autobus da trasporto ed operativi. Ai veicoli possono essere agganciati rimorchi, anche ad uso speciale, operativi o da trasporto aventi massa autorizzata inferiore a 2 t.                                                                                       | D                            |
| Tipo 8            | Rimorchi operativi e da trasporto aventi massa autorizzata uguale o superiore a 2 t. | E                            |
| Tipo 9            | Macchine operatrici, carrelli elevatori, motocarrelli, veicoli per la movimentazione di merci o per l'effettuazione di lavori, compresi i veicoli speciali, | -                            |

Le abilitazioni sono contenute in un unico documento. Se le abilitazioni sono conseguite in tempi diversi, o sono revocate ai sensi dell'art. 75 del Testo unico (aggiornato al 9 novembre 2018 con Delibera n.130 del Consiglio Direttivo Nazionale), dovrà essere emesso un nuovo documento di guida aggiornato, con nuova numerazione, previo ritiro e conservazione del vecchio documento di guida che sarà trattenuto agli atti del fascicolo del conducente C.R.I. Nelle note del nuovo documento sarà citato il numero del documento precedentemente posseduto.
I conducenti muniti di patente di Tipo 4, per poter condurre le ambulanze da trasporto, in servizio operativo, devono altresì possedere idonea abilitazione al trasporto infermi (TI) o equipollente, ed idonea formazione pratica di guida e di uso delle dotazioni di base del veicolo, curata dalla C.R.I., qualora non abbiano a bordo altro personale abilitato a detto servizio, in numero sufficiente a quello previsto dalla Legge Sanitaria Regionale vigente.
I conducenti muniti di patente di Tipo 5 e 5b, per poter condurre ambulanze ed altri veicoli di soccorso sanitario delle categorie previste per detti tipi, in servizio operativo, devono altresì possedere l'abilitazione al soccorso per emergenze sanitarie (PS) o equipollente, ed idonea formazione pratica di guida e di uso delle dotazioni di base del veicolo, curata dalla C.R.I., qualora non abbiano a bordo altro personale abilitato a detto servizio, in numero sufficiente a quello previsto dalla Legge Sanitaria Regionale vigente.

## Il modello 138/05
La nuova patente di guida CRI è composta di 6 pagine ed è realizzata in cartoncino pesante di colore rosa e stampata su due fronti.
Ha dimensioni 210x99 mm.ed è strutturata in sezioni. In particolare sono previste due sezioni, riguardanti rispettivamente i rinnovi e di provvedimenti di sospensione della patente. Le sezioni relative ai dati personali e di esame vengono compilate tramite stampa. I moduli patente, in fogli di cartoncino formato A4(210x297mm.), contengono 3 patenti ciascuno facilmente distaccabili fra loro (con perforatura) e sono forniti dal Comitato Centrale CRI Servizio 14°Motorizzazione, in funzione del fabbisogno di ciascun Ufficio periferico competente per il rilascio.
Sulla patente saranno riportati a stampa, i dati personali del conducente e di rilascio della abilitazione. A margine di stampa sarà riportato un codice univoco di controllo(anticontraffazione), generato automaticamente dal sistema informatico in fase di stampa, per consentire una facile verifica della validità. Ad ogni ristampa, anche per duplicato o aggiornamento, la patente riporterà un nuovo codice univoco di controllo. Il sistema informatico registrerà la storicità di ogni variazione o ristampa del documento di guida interessato.

## Età per ottenere il rilascio
La patente di servizio C.R.I. può essere rilasciata solo a chi ha compiuto 18 anni. Le abilitazioni di tipo 5, 5b, 6 e 7 possono essere rilasciate soltanto a chi ha compiuto 21 anni. Previo consenso scritto dell'esercente la potestà genitoriale sul minore, la patente di servizio C.R.I. di tipo 1 e 2B può essere rilasciata a chi ha compiuto 14 anni. Le abilitazioni di tipo 5, 5b, 6 e 7 non possono essere rilasciate per la prima volta a chi ha compiuto i 65 anni.

## Validità e durata delle patenti
- L'abilitazione di tipo 1 è compresa in tutte le altre abilitazioni.
- L'abilitazione di tipo 3 vale anche per quella di tipo 2 se il titolare è in possesso di patente civile o militare che abilita alla conduzione di motocicli.
- L'abilitazione di tipo 4 comprende anche quella di tipo 3.
- L'abilitazione di tipo 5 comprende quelle di tipo 3 e 4.
- L'abilitazione di tipo 6 può essere rilasciata solo a chi è già in possesso della patente di tipo 4 ovvero di patente civile, o militare, o rilasciata in uno dei paesi dell'Unione Europea, corrispondente alla tipo 4, in corso di validità, secondo la tabella di conversione da almeno 1 anno.
- L'abilitazione di tipo 7 o di tipo 9 può essere rilasciata solo a chi è già in possesso della patente di tipo 4 ovvero di patente civile, o militare, o rilasciata in uno dei paesi dell'Unione Europea, corrispondente alla tipo 4 in corso di validità, secondo la tabella di conversione da almeno 2 anni.

Per le persone che non hanno compiuto il 50º anno di età, le patenti contenenti le abilitazioni di tipo 1, 2, 3 e 4 e 9 hanno validità di 10 anni. Oltre tale età, hanno validità di 5 anni. Dopo il compimento dei 65 anni di età, hanno validità di 2 anni.
Tutte le patenti contenenti le altre abilitazioni, hanno validità di 5 anni se il titolare ha meno di 60 anni. Hanno validità di 3 anni se il titolare ha superato il 60º anno di età.
Per le persone che hanno compiuto i 60 anni, le patenti contenenti abilitazioni di tipo 5 e 5b hanno validità di 1 anno fino al compimento del 70º anno di età.
Per i titolari di patente per i quali si procede alla conferma di validità nei due anni precedenti al compimento dell'età massima indicata nei commi precedenti, la durata della validità della patente di guida è adeguata opportunamente in modo che la scadenza oltre i limiti di età sopraindicati tenga conto della durata prevista per la nuova fascia di età.

## Requisiti psicofisici per il rilascio della patente di servizio
Per ottenere il rilascio della patente di guida, la persona che la richiede deve essere idonea a condurre i veicoli C.R.I.. Non può ottenere la patente di servizio C.R.I. chi sia affetto da malattia fisica o psichica, deficienza organica o minorazione psichica, anatomica o funzionale tale da impedire di condurre con sicurezza veicoli a motore.
Per ciascun tipo di abilitazione, sono indicati i requisiti psicofisici che il conducente deve possedere per ottenere il rilascio o la conferma della validità della patente di servizio C.R.I.

La patente di servizio C.R.I. non può essere né rilasciata né confermata alle persone colpite da affezioni o anomalie, ovvero da minorazioni del sistema locomotore che rendano pericolosa la guida di un veicolo a motore anche se titolari di patente civile che abilita a condurre i veicoli per la cui guida è richiesta la patente C.R.I. Limitatamente alle abilitazioni di tipo 1, 2 e 3, il divieto di rilascio di cui al comma precedente può essere superato se l'anomalia o l'affezione può essere corretta con l'ausilio di idonee protesi a condizione che, per tale affezione, anomalia o minorazione, sia consentito il rilascio della corrispondente patente civile senza prescrizione di adattamenti particolari del veicolo che la patente abilita a condurre.

## Età massima per la guida dei veicoli C.R.I.
Chi guida veicoli C.R.I. non può aver superato:
- anni 60 per guidare minibus operativi o da trasporto, autobus operativi e da trasporto. Tale limite può essere elevato, anno per anno, fino a settanta anni qualora il conducente consegua uno specifico attestato sui requisiti fisici e psichici a seguito di visita medica specialistica annuale, secondo le modalità stabilite dall'Ufficio Centrale Motorizzazione C.R.I. Dal 65º al 70º anno di età, la visita medica specialistica per ottenere l'attestato di idoneità alla guida deve essere effettuata annualmente presso la commissione medica Provinciale di cui all'articolo 119 C.d.S. o presso corrispondente organismo C.R.I.
- anni 65 per guidare ambulanze di soccorso, ambulanze neonatali, motomediche, veicoli per terapia intensiva, veicoli per trasporto plasma o organi, veicoli speciali assimilati, autotreni ed autoarticolati operativi la cui massa autorizzata del complesso sia superiore a 20 t. macchine operatrici e veicoli speciali assimilati. Tale limite può essere elevato, anno per anno, fino a settanta anni, qualora il conducente consegua uno specifico attestato sui requisiti fisici e psichici a seguito di visita medica specialistica annuale, secondo le modalità stabilite dall'Ufficio Centrale Motorizzazione C.R.I. Dal 65º al 70º anno, la visita medica specialistica dovrà essere effettuata annualmente presso la commissione medica Provinciale di cui all'articolo 119 C.d.S. o presso corrispondente organismo C.R.I.
- anni 70, per guidare ambulanze da trasporto, motoveicoli da trasporto, autovetture operative e veicoli speciali assimilabili e veicoli C.R.I. trainanti un rimorchio leggero. Tale limite può essere elevato, anno per anno, fino a settantacinque anni, qualora il conducente consegua uno specifico attestato sui requisiti fisici e psichici a seguito di visita medica specialistica annuale, secondo le modalità stabilite dall'Ufficio Centrale Motorizzazione C.R.I. La visita medica specialistica dovrà essere effettuata annualmente presso la commissione medica Provinciale di cui all'articolo 119 C.d.S. o presso corrispondente organismo C.R.I.
- anni 80 per guidare autovetture di rappresentanza, ciclomotori di servizio.

## Accertamento dei requisiti psicofisici
Salvo che non sia stato istituito presso l'articolazione C.R.I. un ufficio sanitario, l'accertamento dei requisiti fisici e psichici deve essere effettuato da un ufficiale medico del Corpo militare volontario della Croce Rossa Italiana in servizio continuativo o dal Responsabile Sanitario di un'articolazione C.R.I., compilando un certificato.
L'accertamento può essere altresì effettuato dall'ufficio dell'Azienda Sanitaria Locale, cui sono attribuite le funzioni in materia medico-legale o da un medico abilitato al rilascio dei certificali medici per le patenti civili ai sensi dell'articolo 119 C.d.S.
Gli accertamenti richiesti devono essere effettuati in idonee strutture sanitarie. Qualora nel corso degli accertamenti di cui ai commi precedenti, sorgano dubbi circa l'idoneità psicofisica dell'aspirante ovvero in caso di presenza di minorazioni o mutilazioni di qualunque entità, i medici sopra elencati sospendono l'accertamento e lo rinviano al giudizio della Commissione medica composta da tre medici dell'ufficio sanitario C.R.I. di cui all'articolo 79, se istituito, ovvero, in mancanza alla Commissione medica locale costituita in ogni provincia ai sensi dell'articolo 119, comma 4, C.d.S. che, accertata la sussistenza dei requisiti, rilascerà un certificato di idoneità-
Al medico o alla struttura sanitaria collegiale che deve procedere all'accertamento sanitario, se da questi richiesto, l'aspirante deve consegnare il proprio certificato anamnestico, o autocertificazione equivalente.

## Rilascio

### Rilascio senza esame
L'abilitazione di tipo 2 può essere rilasciata, senza esame, a soggetti che siano già in possesso della patente di guida di categoria A o superiore, in corso di validità, la quale consente la guida di motocicli, conforme al modello comunitario, rilasciata in Italia ovvero in uno dei Paesi dell'Unione Europea, a condizione che i titolari non abbiano subito provvedimenti di sospensione della patente per qualsiasi causa negli ultimi 3 anni.
Le abilitazioni di tipo 3 e 4 possono essere rilasciate, senza esame, ai soggetti che sono già in possesso della patente di guida di categoria B o superiore conforme al modello comunitario, rilasciata in Italia ovvero in uno dei paesi dell'Unione Europea, in corso di validità a condizione che non abbiano subito provvedimenti di sospensione della patente per qualsiasi causa negli ultimi 5 anni.
L'abilitazione di tipo 6 può essere rilasciata, senza esame, ai soggetti che sono già in possesso da almeno 2 anni della patente di guida di categoria C o superiore, conforme al modello comunitario, rilasciata in Italia ovvero in uno dei paesi dell'Unione Europea, in corso di validità a condizione che non abbiano mai subito provvedimenti di sospensione della patente per qualsiasi causa.
L'abilitazione di tipo 7 può essere rilasciata, senza esame, ai soggetti che sono già in possesso da almeno 4 anni della patente di guida di categoria D, conforme al modello comunitario, rilasciata in Italia ovvero in uno dei paesi dell'Unione Europea, in corso di validità a condizione che non abbiano mai subito provvedimenti di sospensione della patente per qualsiasi causa.
L'abilitazione di tipo 8 può essere rilasciata, senza esame, a coloro che sono in possesso di patente di guida di categoria CE ovvero DE, conforme al modello comunitario, rilasciata in Italia ovvero in uno dei paesi dell'Unione Europea, in corso di validità.
L'assenza di provvedimenti di cui ai commi precedenti può essere anche oggetto di autocertificazione. In caso di mendaci dichiarazioni, la patente è revocata ai sensi dell'articolo 72.
Ai fini del rilascio senza esame di cui ai commi precedenti, le patenti militari sono equiparate alle patenti civili indicate, secondo un'apposita tabella di equipollenza, a condizione che il titolare delle stesse sia ancora in servizio al momento in cui chiede il rilascio della patente di servizio C.R.I. ovvero abbia cessato dallo stesso, da meno di 2 anni. In quest'ultimo caso, la patente militare posseduta deve risultare da attestazione rilasciata dall'amministrazione o dal comando militare o assimilato presso il quale prestava servizio prima del congedo o della cessazione dallo stesso.
Le abilitazioni di tipo 4, 6 e 7 non possono essere rilasciate ai titolari di patenti speciali di cui articolo 116, comma 5 C.d.S. ovvero rilasciate, con analoghe limitazioni, da altri Stati membri dell'Unione Europea. Le abilitazioni di tipo 1, 2 e 3, possono essere rilasciate anche ai titolari di patenti speciali, a condizioni che, per la guida, non siano richiesti adattamenti tecnici particolari dei veicoli.
Per ottenere la patente di servizio C.R.I., i soggetti che beneficiano del regime di rilascio “senza esame” devono essere effettivamente in attività di servizio presso l'Associazione secondo le disposizioni interne delle componenti a cui appartengono.

### Rilascio per esame
Per ottenere la patente di servizio C.R.I. di Tipo 5, 5b e 9, i soggetti che non beneficiano del regime di rilascio “senza esame” di cui all'articolo 58 devono:
- essere in attività di servizio presso l'Associazione;
- frequentare approfondimenti formativi, eventualmente organizzati sulla base di reali esigenze locali;
- sostenere un esame davanti ad una commissione.

Per coloro che non sono già muniti di una patente civile di guida, i programmi del corso di qualificazione e degli esami di idoneità, sono integrati con nozioni generali che tengano conto delle norme comunitarie in materia di rilascio della patente civile.

## Corsi di qualificazione
Secondo le direttive impartite dall'Ufficio Centrale Motorizzazione C.R.I. e dagli Uffici Regionali Motorizzazione C.R.I., possono essere organizzati corsi di qualificazione per aspiranti conducenti C.R.I. presso tutte le articolazioni C.R.I., anche tramite le scuole o i centri di formazione C.R.I., accreditati dall'Ufficio Centrale Motorizzazione C.R.I.
I corsi di qualificazione per la conduzioni delle abilitazioni di tipo 6, 7 ed 8 sono organizzati in ambito prevalentemente Regionale o inter-Regionale. L'organizzazione di detti corsi, è anche delegata ai Comitati Provinciali C.R.I. che ne facciano richiesta, a condizione che dispongano di formatori e idonei veicoli C.R.I. per la formazione e l'addestramento del personale C.R.I.
I corsi di qualificazione sono tenuti da formatori abilitati.
I corsi di qualificazione, possono essere previsti anche nell'ambito di corsi di formazione di base o di aggiornamento e specializzazione presso tutte le articolazioni della C.R.I.
Gli appartenenti ai Corpi Ausiliari delle FF.AA della C.R.I. e al S.I.E., in alternativa, possono organizzare analoghi corsi presso proprie strutture, oppure frequentare appositi corsi qualificativi presso strutture delle FF.AA. L'Ente militare rilascia apposita attestazione che dovrà essere parificata entro il periodo massimo di due anni, fatte salve eventuali inderogabili esigenze di servizio.

## Modalità di effettuazione delle esercitazioni alla guida
Ai soggetti che sono in possesso dei requisiti per condurre i veicoli C.R.I., non beneficiano del regime di rilascio senza esame, è consentito esercitarsi alla guida di veicoli C.R.I. purché:
- abbiano ottenuto il rilascio di un'autorizzazione ad esercitarsi alla guida dei veicoli C.R.I.;
- non realizzino alcuna attività di trasporto, operativa o di soccorso;
- abbiano qualcuno a fianco, in funzione di istruttore;

Le esercitazioni di guida possono essere effettuate solo dopo aver completato il ciclo di lezioni.
Durante le esercitazioni di guida, le funzioni di istruttore sono svolte da uno dei soggetti abilitati. Per le esercitazioni finalizzate al conseguimento della patente contenente le abilitazioni di tipo 1, 2, 3 e 4, le funzioni di istruttore possono essere altresì svolte da una persona munita di patente di servizio C.R.I. conseguita da almeno 3 anni, valida per le medesime categorie di veicoli, ovvero da persona munita di patente di servizio C.R.I. di tipo 5, 6, 7 e 8, che sia stata riconosciuta idonea dal Presidente Provinciale C.R.I. che detiene stabilmente il veicolo C.R.I. sul quale si svolge l'esercitazione.
Per i veicoli che non consentono il trasporto di passeggeri, le esercitazioni di guida sono svolte seguendo l'aspirante con altro veicolo C.R.I. idoneo dal quale la persona che funge da istruttore, può efficacemente impartire istruzioni per la guida. In funzione della pericolosità dell'esercitazione, tuttavia, il Presidente Provinciale del Comitato C.R.I. che detiene stabilmente il veicolo può imporre che le esercitazioni con questi veicoli avvengano in un luogo poco frequentato ovvero non soggetto a pubblico passaggio.
Quando l'aspirante conducente autorizzato ad esercitarsi non è munito di alcuna patente civile, le esercitazioni di guida e gli esami pratici di guida per i veicoli compresi nelle abilitazioni di tipo 3,4,5, 6 e 7 devono essere effettuate con veicoli muniti di doppi comandi. Negli altri casi, l'impiego di veicoli con doppi comandi è facoltativo.
Durante le esercitazioni su strade aperte al traffico, il veicolo C.R.I. deve essere munito anteriormente e posteriormente di cartelli con la scritta “SCUOLA GUIDA” conformi alle disposizioni del secondo comma dell'art. 334 del Reg. C.d.S.

## Esami di idoneità alla guida
L'esame di idoneità alla guida dei veicoli C.R.I. deve essere sostenuto davanti alla commissione permanente, nominata dal Presidente del Comitato C.R.I. competente per territorio operante nell'ambito degli Uffici cui compete il rilascio delle patenti, ovvero per il Corpo militare C.R.I. o S.I.E., dal proprio vertice. L'esame di idoneità per il conseguimento della patente di guida può essere previsto anche nell'ambito di corsi di formazione di base o di aggiornamento e specializzazione presso tutte le articolazioni della C.R.I., ovvero di specifici corsi organizzati da scuole o centri di formazione C.R.I. In tali casi, le commissioni d'esame per i corsi di formazione o di specializzazione, devono essere integrate con un componente avente la l'abilitazione di formatore di guida C.R.I., nominato dal Direttore del Comitato Regionale e possono assolvere anche la funzione di commissione esaminatrice per il rilascio della patente di servizio C.R.I. Per ciascun abilitato alla guida è compilato un fascicolo di abilitazione. 
L'esame di idoneità per il conseguimento della patente di servizio C.R.I. si articola nelle seguenti prove:
1. una prova teorica anche attraverso quiz a risposta multipla, conformi a quelli ministeriali utilizzati dalla Direzione Trasporti Terrestri (D.T.T.) o analoghi, predisposti dall'Ufficio Centrale Motorizzazione C.R.I., tesa a verificare le conoscenze normative e tecniche in materia di circolazione stradale, le nozioni di meccanica e di manutenzione sul motore e sulle principali parti e funzioni del veicolo, le cause degli incidenti stradali, le nozioni di primo soccorso automobilistico e le prescrizioni che disciplinano l'impiego dei veicoli in servizio di soccorso, anche con riferimento a quelle di natura etica e deontologica, utilizzando specifici manuali di formazione, compresi quelli appositamente predisposti dalla C.R.I.;
2. una integrazione orale sulle normative specifiche, sulle caratteristiche tecniche, sulla conduzione e sulla manutenzione dei veicoli di tipo 5, 6, 7, 8 e 9 per i soli candidati che richiedono il rilascio di queste categorie di patente;
3. una prova pratica di guida (Allegato 28B) sui mezzi indicati nelle abilitazioni C.R.I. che devono essere rilasciati, tesa a verificare le capacità di attuare tutte le manovre richieste per circolare con sicurezza in ogni condizione di servizio.
4. I voti riportati nelle prove di cui sopra, espressi in trentesimi, fanno media e danno luogo alla idoneità allorquando nel complesso la votazione riportata non sia inferiore a venti trentesimi e con non meno di diciotto trentesimi per ogni prova.

I candidati dichiarati "non idonei" all'esame possono ripetere le prove, dopo aver effettuato un ciclo integrativo d'istruzione secondo le modalità fissate con provvedimento dell'Ufficio Centrale Motorizzazione C.R.I.
La commissione esaminatrice è composta dal Presidente Provinciale competente o da un suo delegato, che la presiede, nonché da altri due membri, di cui almeno uno deve possedere la qualifica di formatore di guida C.R.I. e la patente di servizio C.R.I. Tale patente dovrà essere dello stesso tipo o di tipo superiore a quella che richiedono di conseguire i candidati nel corso della sessione d'esame a cui partecipano. Gli oneri conseguenti all'attività della commissione sono interamente a carico dell'articolazione C.R.I. a cui appartiene il personale che richiede il rilascio delle patenti di servizio C.R.I. La commissione è un collegio perfetto. Nel provvedimento di nomina deve essere specificato il tipo di abilitazioni in relazione alle patenti che si devono rilasciare ed ai veicoli disponibili per le prove d'esame. La commissione rimane in carica al massimo per un anno, fatto salvo il completamento dell'ultima sessione di esame iniziata nel periodo in cui era in carica. Nel medesimo territorio Provinciale, quando esigenze di gestione lo richiedono, possono essere nominate più commissioni d'esame presso le dipendenti articolazioni C.R.I. Ogni persona fisica può far parte contemporaneamente di più commissioni. II Presidente del Comitato Provinciale C.R.I., con l'ausilio dell'Ufficio Provinciale Motorizzazione C.R.I., programma le sedute di esame avvalendosi, con la massima rotazione possibile, delle commissioni disponibili.
Per il personale dipendente dai Corpi Ausiliari delle FF.AA della C.R.I., la commissione è integrata da un delegato designato dall'Ispettorato Nazionale del Corpo Militare.

## Uffici competenti al rilascio delle patenti
Le patenti di servizio C.R.I. sono rilasciate dagli Uffici Regionali Motorizzazione C.R.I. Per il personale del Corpo militare volontario della Croce Rossa Italiana, l'Ufficio Centrale Motorizzazione C.R.I. può individuare altri uffici competenti al rilascio delle patenti di servizio C.R.I. Per i dipendenti e le componenti volontaristiche del Comitato Centrale è competente al rilascio l'Ufficio Centrale Motorizzazione C.R.I.; per gli appartenenti al Corpo Militare ed al Corpo delle Infermiere Volontarie che prestano servizio presso il Comitato Centrale è competente l'Ufficio Centrale Motorizzazione Militare C.R.I. Se ne ricorre l'urgente necessità, il Comitato Regionale competente a rilasciare le patenti di servizio, informati i superiori Uffici Regionali motorizzazione C.R.I., per l'effettuazione delle prove di esame, può avvalersi di altri Uffici Territoriali di Motorizzazione C.R.I. presso i quali sono organizzate sedute d'esame.

## Anagrafe Nazionale dei Conducenti C.R.I.
La patente di servizio è stampata dagli Uffici preposti al suo rilascio sui moduli in bianco di cui gli stessi dispongono attraverso il programma di gestione predisposto a cura dell'Ufficio Centrale Motorizzazione C.R.I. L'ufficio che cura il rilascio della patente, provvede all'aggiornamento dell'Anagrafe Nazionale dei Conducenti C.R.I. La stampa di un nuovo documento è consentita solo dopo che gli estremi del nuovo titolo abilitativo sono stati correttamente e completamente inseriti nell'Anagrafe stessa. L'inserimento dei dati del conducente nell'Anagrafe Nazionale dei conducenti C.R.I. è curato dell'ufficio che ha provveduto al rilascio della patente ovvero, se questa è già stata rilasciata, presso il quale è stato effettuato l'esame per il conseguimento dell'ulteriore abilitazione contenuta nella patente stessa. In caso di esami per il rilascio di nuove abilitazioni, in aggiunta a quelle possedute, gli uffici di cui ai commi precedenti provvedono alla stampa di un'etichetta adesiva di aggiornamento, di norma, senza procedere alla stampa di un nuovo documento. L'etichetta adesiva, può essere stampata solo dopo l'inserimento della nuova abilitazione nell'Anagrafe Nazionale dei conducenti C.R.I. e contiene la nuova scadenza della patente.

## Conferma di validità della patente di servizio per i veicoli C.R.I.
La validità della patente di servizio C.R.I. deve essere confermata alla scadenza attraverso la verifica della permanenza dei requisiti psicofisici richiesti per la guida. Per il rinnovo delle patenti di tipo 5, 6, 7 e 8, il certificato medico deve riportare anche l'esito degli accertamenti supplementari previsti dalla vigente normativa civile per le corrispondenti patenti civili. La patente di servizio C.R.I. rilasciata senza esame può essere rinnovata solo se, al momento fissato per la sua scadenza, è ancora in corso di validità la patente civile sulla base della quale era stata rilasciata. Per confermare la validità della patente di servizio C.R.I., l'abilitato alla guida deve sottoporsi ad una visita medica presso gli uffici sanitari se istituiti o presso un medico specializzato indicato dall'articolazione C.R.I. di appartenenza, ovvero, in mancanza dei predetti sanitari, presso un medico civile o militare abilitato al rilascio di certificazioni mediche ai sensi dall'articolo 119 C.d.S. La visita si effettua con le modalità indicate. L'esito della visita medica è contenuto in un certificato che deve essere esibito dall'interessato all'articolazione C.R.I. di appartenenza entro la data di scadenza della patente di servizio C.R.I. Se la visita medica ha evidenziato la mancanza temporanea o definitiva dei requisiti psicofisici per condurre veicoli C.R.I., l'articolazione C.R.I. che riceve l'esito della visita, sospende in via cautelare la patente, ai sensi dell'articolo 85 e ne dà immediata comunicazione all'Ufficio Regionale Motorizzazione C.R.I. competente per territorio per l'adozione dei provvedimenti di
sua competenza.
Presso ciascun Comitato Regionale e Provinciale C.R.I., con provvedimento del competente Presidente, può essere istituito un ufficio sanitario per la verifica dei requisiti psicofisici dei conducenti C.R.I. composto da uno o più medici C.R.I. L'ufficio sanitario è coordinato dal Direttore Sanitario Regionale o Provinciale C.R.I. e composto da medici volontari e/o dipendenti C.R.I. che siano regolarmente iscritti all'albo professionale dell'Ordine dei medici. Al predetto ufficio competono tutti gli adempimenti riguardanti le verifiche sanitarie e le certificazioni per il rilascio ed il rinnovo della patente C.R.I. Gli uffici sanitari C.R.I. di cui al comma 1 compete il rilascio delle attestazioni di idoneità previste dall'articolo 54 e l'effettuazione delle visite di revisione delle patenti di servizio C.R.I. Il medico preposto all'accertamento o alla verifica dei requisiti psicofisici, rilascia le relative certificazioni, previo sottoscrizione di specifica autodichiarazione sulla assenza o eventuale presenza di patologie o problematiche che possano condizionare o compromettere l'accertamento dei requisiti psicofisici, difficilmente o eventualmente non riscontrabili dalla tipologia di accertamento sanitario previsto per la idoneità alla conduzione di veicoli C.R.I. Il medico preposto all'accertamento o alla verifica dei requisiti psicofisici, in aggiunta o in sostituzione della autodichiarazione di cui al punto precedente, può chiedere che il personale C.R.I. che intenda sottoporsi all'accertamento
dei requisiti, presenti un certificato anamnestico, redatto dal proprio medico curante, in carta libera su apposito modello.

## Duplicato della patente di servizio per i veicoli C.R.I.
La patente di servizio C.R.I. deve essere duplicata a seguito di:
- a) smarrimento
- b) sottrazione
- c) distruzione
- c) deterioramento

Al rilascio del duplicato della patente di servizio provvede l'Ufficio Provinciale Motorizzazione competente rispetto al luogo in cui il titolare presta effettivamente servizio. La nuova patente rilasciata ha la stessa validità temporale di quella che sostituisce. Se l'Ufficio Provinciale Motorizzazione C.R.I. è diverso da quello che aveva provveduto al rilascio, deve essere costituito un nuovo fascicolo del conducente, chiedendo all'Ufficio che aveva provveduto al primo rilascio la trasmissione della copia autentica del fascicolo in suo possesso. La documentazione ricevuta rimane in possesso dell'Ufficio Provinciale
Motorizzazione C.R.I. che ha duplicato la patente. Nei casi in cui ai punti a), b) e c), alla richiesta di duplicato deve essere allegata l'attestazione di resa denuncia alle autorità di polizia che deve essere effettuata entro 48 ore dal momento in cui il titolare ha cognizione dello smarrimento, della sottrazione o della distruzione della patente di servizio.

## Sospensione e revoca della patente di servizio
La patente di servizio C.R.I. è sospesa per un ugual periodo quando sia accertata una violazione delle norme del Codice della Strada, commesse alla guida di veicoli di servizio, che comporta la sanzione accessoria della sospensione della patente civile. La patente di servizio C.R.I. può essere altresì sospesa in tutti i casi in cui il conducente abbia violato una delle norme di comportamento. In questi casi, la durata del periodo di sospensione della patente di servizio è commisurata alla gravità della violazione accertata e all'eventuale recidiva nel comportamento e non può comunque superare i 60 giorni.
La patente di servizio C.R.I. è sospesa quando il titolare della stessa, nell'impiego dei veicoli C.R.I. per negligenza, imperizia o violazione di leggi dello Stato o del presente regolamento, abbia cagionato lesioni personali ai trasportati o a terzi. La patente di servizio è altresì sospesa immediatamente ed in via cautelare, a prescindere dalla valutazione delle responsabilità correlate al sinistro di competenza dell'Autorità Giudiziaria, quando il titolare della stessa, nell'impiego dei veicoli C.R.I., per cause anche in corso di accertamento, abbia cagionato la morte di terzi o dei trasportati. La durata della sospensione, che è commisurata alla gravità delle lesioni prodotte e delle violazioni commesse, non può superare 1 anno. La patente sospesa è immediatamente restituita qualora sia accertata l'assenza di responsabilità del conducente nella dinamica del sinistro. La patente di servizio C.R.I. può essere sospesa per un periodo non superiore a 90 giorni, quando il titolare della stessa, nell'impiego dei veicoli C.R.I., abbia cagionato, per imperizia o negligenza, danni ai medesimi veicoli o ad altre cose dell'ente. In caso di danni ingenti la sospensione è disposta per un periodo non superiore a 180 giorni.
Quando il titolare della patente C.R.I. non si è presentato alla visita per la conferma di validità entro 30 giorni successivi alla scadenza, la patente di servizio è sospesa a tempo indeterminato fino all'esito positivo della visita medica di conferma di validità. La patente è altresì sospesa a tempo indeterminato quando il titolare non è sottoposto alla visita di revisione entro la scadenza del termine fissato per la stessa. La sospensione dura fino all'esito positivo della visita di revisione.
Quando a seguito di visita medica per la conferma della validità ovvero in occasione di visita di revisione della patente di servizio C.R.I., il titolare sia giudicato temporaneamente non idoneo alla conduzione dei veicoli di servizio, la patente di servizio è sospesa fino all'esito positivo della successiva visita medica. La sospensione della patente è disposta, d'ufficio o su segnalazione del responsabile dell'articolazione C.R.I. o della componente C.R.I. presso la quale presta servizio:
- dal Presidente del Comitato;

Il provvedimento di sospensione della patente, che deve essere adeguatamente motivato, è comunicato all'interessato in forma scritta; dell'atto stesso è data notizia all'Ufficio Motorizzazione C.R.I. che ha rilasciato la patente. Il provvedimento di sospensione della patente di servizio è altresì comunicato all'Ufficio Regionale Motorizzazione C.R.I. competente per territorio. Le comunicazioni possono avvenire anche in forma telematica, attraverso il sistema informatizzato, mediante notifica della procedura di aggiornamento dell'archivio patenti a seguito di inserimento del provvedimento di sospensione disposto.
La patente di servizio C.R.I. è revocata, d'ufficio o su segnalazione del responsabile dell'articolazione C.R.I. o della componente C.R.I. presso la quale il titolare presta servizio, dal Presidente del Comitato Regionale C.R.I. competente per territorio. Della revoca è data comunicazione all'Ufficio Centrale Motorizzazione C.R.I. per l'inserimento del provvedimento nell'Archivio nazionale degli Abilitati alla guida. La patente di servizio C.R.I. è revocata quando il titolare non sia più in possesso dei requisiti psicofisici o di età previsti dal presente regolamento per la conduzione dei veicoli C.R.I. che la patente abilita a condurre. Quando permangono i requisiti per il rilascio o la conservazione di una delle abilitazioni indicate, la patente viene revocata ma ne viene contestualmente rilasciata una nuova contenente le abilitazioni per i veicoli per la cui conduzione il titolare è risultato ancora idoneo secondo le disposizioni del presente regolamento. La patente di servizio può essere revocata quando il titolare nell'impiego dei veicoli di servizio, per imperizia o negligenza, sia incorso per almeno due volte in 5 anni in incidenti che abbiano cagionato lesioni gravi o morte alle persone trasportate o a terzi, ovvero danni gravi ai medesimi veicoli tali da renderli inservibili e non più riparabili. La patente di servizio è altresì revocata in tutti i casi di violazioni del Codice della Strada, commesse nel corso di un'attività di servizio, comportanti analogo provvedimenti a carico del trasgressore. La patente di servizio è sempre revocata quando il titolare cessa di svolgere servizio attivo in un'articolazione C.R.I., secondo le disposizioni dello Statuto e le norme organizzative interne della componente C.R.I. a cui appartiene.
La sospensione o la revoca di cui agli articoli precedenti danno luogo al materiale ritiro della patente che sarà custodita dall'articolazione C.R.I. cui appartiene il conducente, ove si tratti di sospensione, ovvero inviata al competente Ufficio Motorizzazione C.R.I., ove si tratti di revoca. Il titolare di patente sospesa o revocata deve provvedere alla sua consegna all'articolazione C.R.I. a cui appartiene entro 5 giorni successivi a quello in cui gli è comunicato il provvedimento. In caso di mancata riconsegna del documento, per il ritiro della patente C.R.I. può essere richiesta la collaborazione di un ufficio o di un comando di polizia.

## Conversione della patente di servizio
I titolari della patente di servizio C.R.I. con motivata istanza al competente Ufficio provinciale o regionale Motorizzazione C.R.I. possono ottenere la conversione, con le modalità di cui all'articolo 138, comma 5 C.d.S., nella corrispondente patente civile, previo rilascio del certificato per la conversione. Con provvedimento dell'Ufficio Centrale Motorizzazione C.R.I., sono rese note le categorie di patenti civili corrispondenti ai tipi di abilitazione. La conversione della patente di servizio C.R.I. in patente civile può essere richiesta solo se il titolare di patente ha prestato servizio attivo nell'Associazione per almeno 3 anni consecutivi e, comunque, decorso almeno 1 anno dalla data di rilascio della patente stessa.
Il rilascio del certificato per la conversione non è consentito nel caso in cui la patente C.R.I. di servizio sia stata sospesa o revocata. La conversione può essere richiesta dall'interessato durante il servizio, ovvero entro un anno dalla data dalla sua cessazione. Gli eventuali oneri della conversione sono a totale carico del richiedente.

### Tabella di conversione per patenti del Ministero della Difesa
A questa classificazione, appartengono: Esercito Italiano, Aeronautica Militare Italiana, Marina Militare Italiana, Arma dei Carabinieri, Corpo delle capitanerie di porto
| Patente militare FF.AA. e CP. | Veicoli FF.AA. | Patente C.R.I. Mod. 138/05 |
| ----------------------------- | --- | -------------------------- |
| Mod. 1                        | motocicli con possibilità di trasporto di un solo passeggero (due con side-car) oltre al conducente e massa totale fino a Kg 1.300; autoveicoli non adibiti al trasporto di persone oltre al conducente e per impieghi anche speciali (quali motocarrelli da montagna, carrelli elevatori, carrelli trasportatori, trattorini da magazzino, autospazzatrici, ecc...), comunque con massa totale fino a Kg 1.300;                                                 | Tipo 1 - 2                 |
| Mod. 2                        | autoveicoli con massa totale fino a Kg 3.500, adibiti anche al trasporto promiscuo fino a 9 persone compreso il conducente, con possibilità di traino di un rimorchio fino a Kg 1.000 di massa, comunque limitate all'80% della massa totale del veicolo trainante; la somma della massa del veicolo e del rimorchio non dovrà eccedere Kg 3.500; motoveicoli ed autoveicoli eccedenti i limiti del Mod. 1, escluse ambulanze, con massa totale fino a Kg 3.500; | Tipo 2 - 3                 |
| Mod. 3                        | autoveicoli con massa totale superiore a Kg 3.500, adibiti anche al trasporto promiscuo fino a 20 persone compreso il conducente, con possibilità di traino di rimorchio fino a Kg 1.000 di massa; autoveicoli eccedenti i limiti del Mod. 2 (escluso autobus); | Tipo 4 - 6                 |
| Mod. 4                        | autobus ed autoveicoli promiscui con più di 9 posti, con possibilità di traino di rimorchio fino a Kg 1.000 di massa, comprese ambulanze. | Tipo 7                     |
| Mod. 5/A                      | autoveicoli compresi nel Mod. 2 trainanti rimorchio con massa superiore a Kg 1.000; | Tipo 8                     |
| Mod. 5/B                      | autoveicoli compresi nel Mod. 3 trainanti rimorchio con massa superiore a Kg 1.000, compresi anche autoarticolati ed autosnodati; | Tipo 8                     |
| Mod. 5/C                      | autoveicoli compresi nel Mod. 4 trainanti rimorchio con massa superiore a Kg 1.000, compresi autoarticolati ed autosnodati per trasporto persone; | Tipo 8                     |
| Mod. 6/A                      | autoveicoli speciali, non compresi nei modelli precedenti, cingolati, semoventi, da combattimento, autoblindati, anfibi; | Tipo 9                     |
| Mod. 6/B                      | autoveicoli speciali, non compresi nei modelli precedenti, ruotati e cingolati, per lavori agricoli, movimento terra, da neve, per il traino aeromobili e traino rimorchi aeroportuali in convoglio; | Tipo 9                     |
| Mod. 6/C                      | natanti ad uso dei reparti del Genio; | -                          |
| Mod. 7                        | locomotori, su binari di scalo delle stazioni della Soc. FS e/o su raccordi ferroviari militari. | -                          |

### Tabella di conversione per patenti del Ministero dell'Interno
A questa classificazione, appartiene solo la Polizia di Stato
| Certificati abilitaz. P.S. | Veicoli polizia | Patente C.R.I. Mod. 138/05 |
| -------------------------- | --- | -------------------------- |
| 1                          | Motoveicoli | Tipo 1 - 2                 |
| 2/B                        | autovetture, autocarri, autoveicoli per uso speciale o per trasporti specifici o promiscui di peso complessivo a pieno carico non superiore a 3,5 t, anche se trainanti rimorchio leggero | Tipo 3 - 4                 |
| 2                          | autovetture, autocarri, autoveicoli per uso speciale o per trasporti specifici o promiscui, trattori, anche se trainanti un rimorchio leggero                                             | Tipo 6                     |

| Certificati abilitaz. P.S. | Veicoli polizia | Patente C.R.I. Mod. 138/05 |
| -------------------------- | --- | -------------------------- |
| 2                          | autovetture, autocarri, autoveicoli per uso speciale o per trasporti specifici o promiscui, trattori ed autobus anche se trainanti un rimorchio leggero | Tipo 3 - 4 - 6 - 7         |
| 3                          | veicoli di cui al certificato n. 2 quando trainano un rimorchio che non sia leggero, autosnodati                                                        | Tipo 8                     |
| 4                          | Autoblindo | Tipo 3 - 4 - 6 - 7         |

A questa classificazione, appartiene solo il Corpo Nazionale dei Vigili del Fuoco
| Patente C.N.V.F. (MOD. VF1 MEC) | Veicoli C.N.V.F. | Patente C.R.I. Mod. 138/05         |
| ------------------------------- | --- | ---------------------------------- |
| 1ª Categoria                    | Autoveicoli di massa complessiva non superiore a 3,5 tonnellate ed il cui numero di posti a sedere, escluso quello del conducente, non è superiore a otto, anche se trainanti un rimorchio leggero (peso non superiore a 0,75 t) ovvero un rimorchio che non ecceda la massa a vuoto del veicolo trainante e non comporti una massa complessiva totale a pieno carico per i due veicoli superiore a 3,5 tonnellate; non abilita alla condotta di veicoli in servizio di soccorso, intendendo come tale la marcia dei veicoli con dispositivi supplementari acustico ed ottico inseriti; | Tipo 1 -2 - 3 - 4                  |
| 2ª Categoria                    | Autoveicoli, di massa complessiva a pieno carico superiore a 3,5 tonnellate, anche se trainanti un rimorchio di peso non superiore a 1,5 t; quelli di categoria 1^ in servizio di soccorso; macchine operatrici; | Tipo 1 -2 - 3 - 4 - 6 - 7          |
| 3ª Categoria                    | Motocicli, autobus ed altri autoveicoli destinati al trasporto di persone il cui numero di posti a sedere, escluso quello del conducente, è superiore a otto, anche se trainanti un rimorchio di peso non superiore a 1,5 t; quelli di categoria 1^ e 2^ in servizio di soccorso; | Tipo 1 - 2 - 3 - 4 - 6 - 7 - 9     |
| 4ª Categoria                    | Autoveicoli per la cui guida è richiesta la patente 1ª, 2ª e 3ª categoria, quando trainano un rimorchio che non rientra in quelli indicati per ciascuna delle precedenti categorie, autoarticolati destinati al trasporto di persone e autosnodati, altri autoarticolati, quelli di categoria 1^, 2^, 3^ e 4^ in servizio di soccorso. | Tipo 1 - 2 - 3 - 4 - 6 - 7 - 8 - 9 |

### Tabella di conversione per patenti del Ministero delle Finanze
A questa classificazione, appartiene il Corpo della Guardia di Finanza
| MODELLO G.d.F. | VEICOLI G.d.F. | PATENTE C.R.I. Mod. 138/05 |
| -------------- | --- | -------------------------- |
| 1/A            | Motocicli | Tipo 1 - 2                 |
| 1/B            | Motocarri | Tipo 1 - 2                 |
| 2/A            | autovetture, autocarri comuni di portata inferiore a 20 quintali e derivati, a trazione semplice con un solo asse motore | Tipo 3                     |
| 2/B            | autovetture da inseguimento                                                                                              | 5                          |
| 3              | di riserva | 5                          |
| 4/A            | autocarri di portata superiore a 20 quintali con o senza rimorchio                                                       | Tipo 4 - 6 - 8             |
| 4/B            | automezzi a trazione totale                                                                                              | Tipo 3 - 4                 |
| 4/C            | autobus da 10 a 15 posti                                                                                                 | Tipo 4                     |
| 4/D            | autobus oltre 15 posti                                                                                                   | Tipo 7                     |
| 5              | istruttore di scuola guida                                                                                               | -                          |

### Tabella di conversione per patenti del Ministero della Giustizia
A questa classificazione, appartiene il Corpo di Polizia Penitenziaria
| Patente POL.PEN. | Veicoli Pol.Pen. | Patente C.R.I. Mod. 138/05 |
| ---------------- | --- | -------------------------- |
| A                | Motoveicoli | Tipo 1 - 2                 |
| B                | Autovetture, autocarri, autoveicoli per uso speciale o per trasporti specifici o promiscui, trattori (vale fino a 3,5 t | Tipo 3 - 4                 |
| C                | Autovetture, autocarri, autoveicoli per uso speciale o per trasporti specifici o promiscui, trattori                    | Tipo 6                     |
| D                | Autovetture, autocarri, autoveicoli per uso speciale o per trasporti specifici o promiscui, trattori ed autobus         | Tipo 7                     |
| E                | Veicoli di cui al certificato lettera D, quando trainano un rimorchio eccedente i limiti ivi consentiti, autosnodati    | Tipo 8                     |
| F                | Mezzi speciali | Tipo 9                     |

### Tabella di conversione per patenti del Ministro delle politiche agricole alimentari e forestali
A questa classificazione, appartiene il Corpo Forestale dello Stato
| Cat. Idon. C.F.S. | Veicoli C.F.S. | Patente C.R.I. Mod. 138/05 |
| ----------------- | --- | -------------------------- |
| I                 | motoveicoli di peso a vuoto fino a 400 kg | Tipo 1 - 2                 |
| II                | autovetture e autoveicoli di peso complessivo a pieno carico fino a 3.500 kg anche se trainanti un rimorchio leggero, motoveicoli con peso a vuoto superiore a 400 kg | Tipo 3 - 4                 |
| III               | autocarri e autoveicoli di peso complessivo a pieno carico superiore a 3.500 kg e trattori stradali anche se trainanti un rimorchio leggero                           | Tipo 6                     |
| IV                | autobus di qualsiasi tipo, autosnodati, autoveicoli di peso complessivo a pieno carico superiore a 3.500 kg trainanti rimorchi pesanti                                | Tipo 7 - 8                 |